# Steve Ellis (remero)
Steve Ellis (29 de febrero de 1968) es un deportista británico que compitió en remo. Ganó una medalla de oro en el Campeonato Mundial de Remo de 1994, en la prueba de ocho con timonel ligero.

## Palmarés internacional
| Campeonato Mundial | Campeonato Mundial            | Campeonato Mundial | Campeonato Mundial      |
| Año                | Lugar                         | Medalla            | Prueba                  |
| ------------------ | ----------------------------- | ------------------ | ----------------------- |
| 1994               | Indianápolis (Estados Unidos) | Medalla de oro     | Ocho con timonel ligero |